# قلموی چابک
قلموی چابک (نام علمی: Baoris farri) گونه‌ای پروانه است که در تیره پشیزبالان قرار دارد. این پروانه در هند یافت می‌گردد.